# José Nicolás de Salas Moreno
José Nicolás de Salas Moreno (Barcelona, 20 de febrer de 1955) és un advocat i polític català, diputat al Congrés dels Diputats en la Tercera i Quarta legislatures.
El 2022 fou escollit Secretari d'Organització Territorial de Centrem, partit polític de centre dreta impulsat per Àngels Chacón.

## Biografia
Llicenciat en dret per la Universitat de Navarra en 1977. De 1980 a 1986 fou director de l'assessoria del Banco de Expansión Industrial, càrrec del qual demanà excedència per dedicar-se a la política.
Fou elegit diputat per Barcelona dins les llistes de Coalició Popular a les eleccions generals espanyoles de 1986. Fou vocal primer i secretari segon després de la Comissió de Defensa del Congrés dels Diputats (1986-1989). El desembre de 1992 va substituir en el seu escó Maria Eugènia Cuenca i Valero, escollida diputada a les eleccions generals espanyoles de 1989 quan fou nomenada consellera de governació de la Generalitat de Catalunya. Durant el seu breu mandat fou vocal de les Comissions de Reglament i de la Comissió Mixta de Recerca Científica i Desenvolupament Tecnològic del Congrés dels Diputats.
De 2000 a 2008 ha estat secretari general de la Junta Directiva de Comitè Espanyol de la Lliga Europea de Cooperació Econòmica (LECE). És membre de l'Institut Català de Cooperació Iberoamericana i soci director de l'oficina de Barcelona del despatx Ceca Magán Abogados.